# Boršt, Brežice
Boršt je naselje v Občini Brežice.